# Antonio Yapsutco Fortich
Antonio Yapsutco Fortich (* 11. August 1913 in Dumaguete City; † 2. Juli 2003 in Bacolod City) war Bischof von Bacolod.

## Leben
Antonio Yapsutco Fortich empfing am 4. März 1944 die Priesterweihe. Paul VI. ernannte ihn am 13. Januar 1967 zum Bischof von Bacolod.
Die Bischofsweihe spendete ihm der Erzbischof von Manila und Militärvikar der Philippinen, Rufino Jiao Kardinal Santos, am 24. Februar desselben Jahres; Mitkonsekratoren waren Antonio José Frondosa, Bischof von Capiz, und Epifanio Surban Belmonte, Bischof von Dumaguete.
Am 31. Januar 1989 nahm Papst Johannes Paul II. seinen altersbedingten Rücktritt an.